# Castel Reifenegg
Castel Reifenegg (in tedesco Burg Reifenegg) è un castello in rovina che si trova vicino alla frazione di Stanghe nel comune di Racines in Alto Adige.
Fu costruito verso il 1220 dal principe vescovo di Bressanone per controllare la vecchia strada del Passo del Giovo. Il luogo scelto per il castello era già stato un insediamento preistorico.
Nel 1243 il castello passò ai conti di Tirolo, che lo diedero in feudo ai Trautson. Già nel medioevo perse di importanza e nel XVII secolo era ridotto a una rovina.
Oggi del castello rimane solo il mastio, abbastanza ben conservato, che si trova in mezzo a un bosco di conifere. Era alto 4 piani e nonostante l'abbandono ha ancora un aspetto imponente con le mura spesse due metri e alcune finestre ad arco.
È raggiungibile con un sentiero che sale dalla frazione di Stanghe.